# Burek! Dobry Pies
Burek! Dobry Pies – polski zespół punk rockowy z Zagórza.

## Historia
Zespół został założony przez Ryszarda Pazura w 1994 roku w Zagórzu. W pierwszym etapie działalności Burek! Dobry Pies nie posiadał stałego składu i działał jedynie rok. Reaktywowany został przez założyciela w roku 2007 wraz z muzykami z grupy No Właśnie. Pomimo śmierci założyciela zespołu (2007), Burek! Dobry Pies kontynuował działalność muzyczną czego efektem był pierwszy po reaktywacji koncert w 2009 roku oraz wydana rok później płyta PKP Demo.

## Skład
- Zbigniew „Sołtys” Duda[2] - wokal[3]
- Mateusz „Bodzio” Bodnar - gitara[2]
- Przemysław "PPP" Wilusz [4]
- Grzegorz "Bubu" Krawczyk[5] - bas[3]
- Adrian „Mały” Wiącek - perkusja[2]

## Dyskografia
- 2010: PKP Demo[1]
- 2012: Polska B[6]
- 2013: Pamiętajcie o ogrodach[7]
- 2019: Burek! Dobry Pies[8][9]